# Wyder
Wyder ist der Familienname folgender Personen:
- Daniel Wyder (* 1962), Schweizer Radrennfahrer
- Judith Wyder (* 1988), Schweizer Orientierungsläuferin
- Pascale Wyder (* 1995), Schweizer Handballspielerin
- Peter Wyder (1934–2024), Schweizer Physiker
- Renate Wyder (* 1960), Schweizer Tischtennisspielerin
- Romed Wyder (* 1967), Schweizer Filmemacher
- Theodor Wyder (1853–1926), Schweizer Gynäkologe